# Gin tonic
Il Gin and tonic è un cocktail a base di gin e acqua tonica e zucchero.

## Storia
Il gin tonic nacque nel XIX secolo in India durante la colonizzazione inglese, quando gran parte dei viaggiatori e dei coloni soffriva di malaria. Da tempo infatti si usava il chinino per curare e prevenire la malattia ma il sapore non era gradevole, per cui gli ufficiali della compagnia britannica delle Indie Orientali dell'esercito britannico iniziarono a mescolare acqua, zucchero, lime e gin al chinino, per rendere la bevanda più gradevole.

## Ingredienti
Di questa bevanda esistono numerose varianti. La base è composta da:
- 1/3 di Gin
- 2/3 di acqua tonica
- cubetti di ghiaccio
- fettina di lime o limone[2]

## Preparazione
La preparazione del gin tonic avviene nel medesimo bicchiere utilizzato per la consumazione, privilegiando un bicchiere tumbler anche se non manca l'utilizzo del ballon.